# Lamar Heights
Lamar Heights è un villaggio degli Stati Uniti d'America, situato nello Stato del Missouri, nella contea di Barton.